# Gwangju (Gyeonggi)
Gwangju (kor. 광주) – miasto w Korei Południowej, w prowincji Gyeonggi. w 370 zostało stolicą historycznego państwa Baekje.

## Współpraca
- Chińska Republika Ludowa: Zibo
- Mongolia: Ajmak wschodniogobijski
- Australia: Bathurst